# Gualtieria
Gualtieria is een geslacht van uitgestorven zee-egels uit de familie Loveniidae.